# Intentieboek
Het intentieboek is in de Katholieke Kerk een boek waarin de gelovigen hun zorgen en de namen van hun overleden geliefden kunnen opschrijven. Voor deze zogeheten intenties wordt dan door de hele gemeenschap gebeden.